# Málaga
Málaga är en hamnstad på Costa del Sol i Spanien och huvudort i Málagaprovinsen i regionen Andalusien. Centralorten har lite mer än en halv miljon invånare, och hela storstadsområdet cirka en miljon invånare. Málaga är inte någon turistort i den bemärkelsen att den har många hotellplatser att erbjuda, men det är den enda större staden på solkusten och har ett rikt affärsliv, till exempel finns varuhuskedjan El Corte Inglés där.
Staden har två floder: Guadalmedina, som delar stadens centrum i två delar, och provinsens största flod Guadalhorce.
Stadens modernare delar ligger på västra sidan av Guadalmedina-floden, medan Málagas historiska centrum och den gamla staden finns på östra sidan. Förutom från hamnen och området för fartygsbyggande får Málaga sin försörjning från järn-, stål- och metallindustrin. Málaga har även livsmedelsindustri. Vingårdar finns runt omkring staden.

## Historik
Fenicier från Tyros grundade staden Malaka omkring 1000 före Kristus. På 700-talet (efter Kristus) erövrades Spanien av morerna och staden blev en viktig handelsplats. I ett sent skede av reconquistan, som var namnet på det kristna Spaniens kamp för att driva ut morerna från den Iberiska halvön, återtogs Málaga av Spanien 1487.
På 1900-talet blomstrade staden tack vare den industriella utvecklingen inom järn- och stålsektorn samt inom textilbranschen.

## Kommunikationer
Staden betjänas av Málagas flygplats som är den största flygplatsen i Andalusien. Puerto de Málaga är stadens hamn, Spaniens näst viktigaste vad gäller turistkryssning. Hamnen är för närvarande under ombyggnad. 
Järnvägsstationen María Zambrano ansluter staden till Atocha i Madrid med tåget Talgo 200 samt höghastighetståget AVE. Det senare invigdes den 23 december 2007 och reducerar restiden till Madrid till två och en halv timme. Staden har två pendeltågslinjer Cercanías. Tunnelbanan öppnade i mars 2023 och ska byggas ut ytterligare.
Buss är det huvudsakliga allmänna transportmedlet i staden. Antalet busslinjer är 41 linjer under dagtid och tre nattetid. Den viktigaste knutpunkten för busslinjerna är busstationen Alameda Principal.
Utmed hela medelhavskusten går Medelhavsmotorvägen A7 (E 15) vissa avsnitt är betalväg och heter då AP-7.
Väg A-45 går norrut till Antequera och Cordoba.
A-357 löper utmed Guadalhorcefloden mot nordväst.

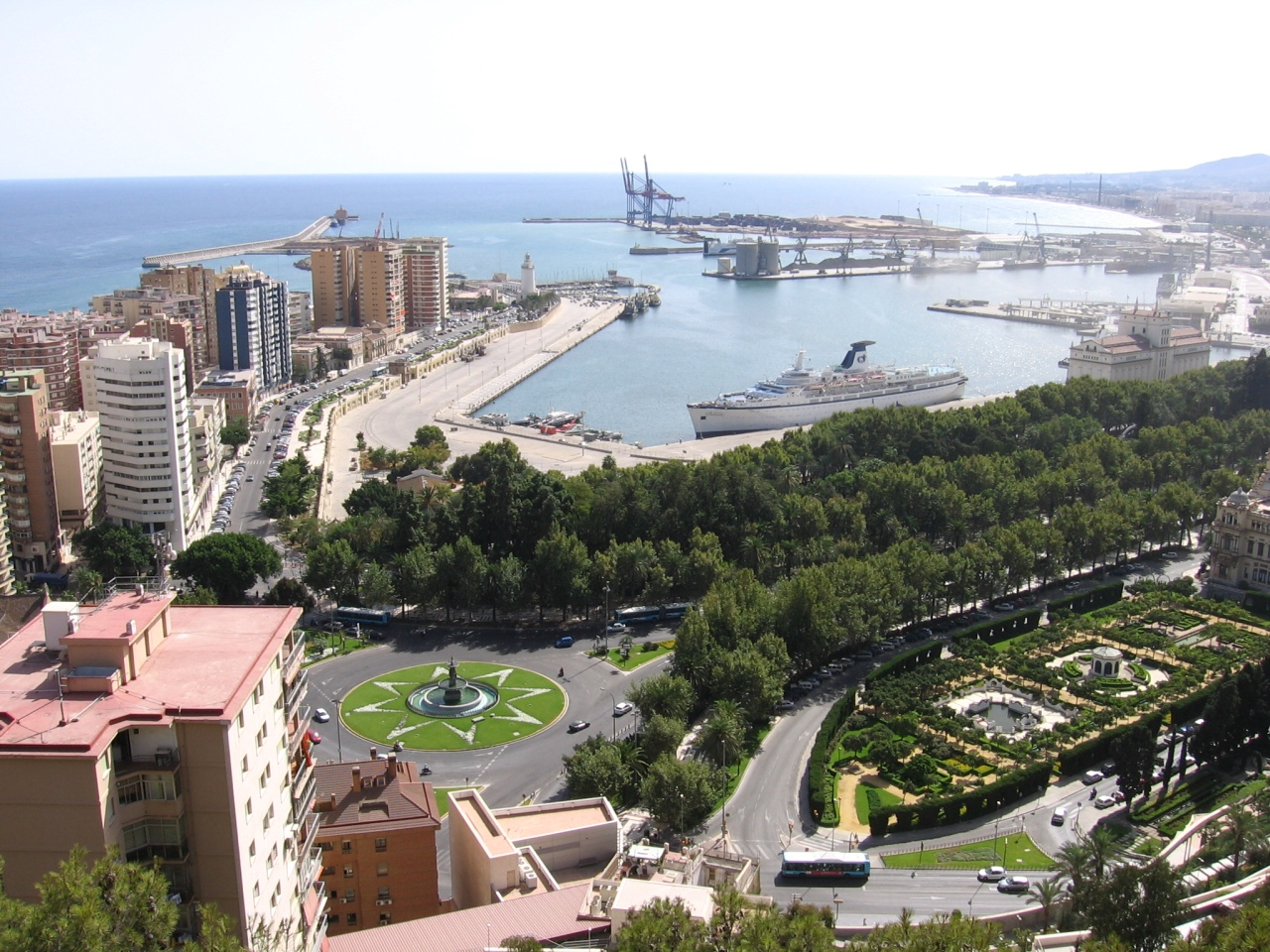
Hamnen.

## Kultur i Málaga

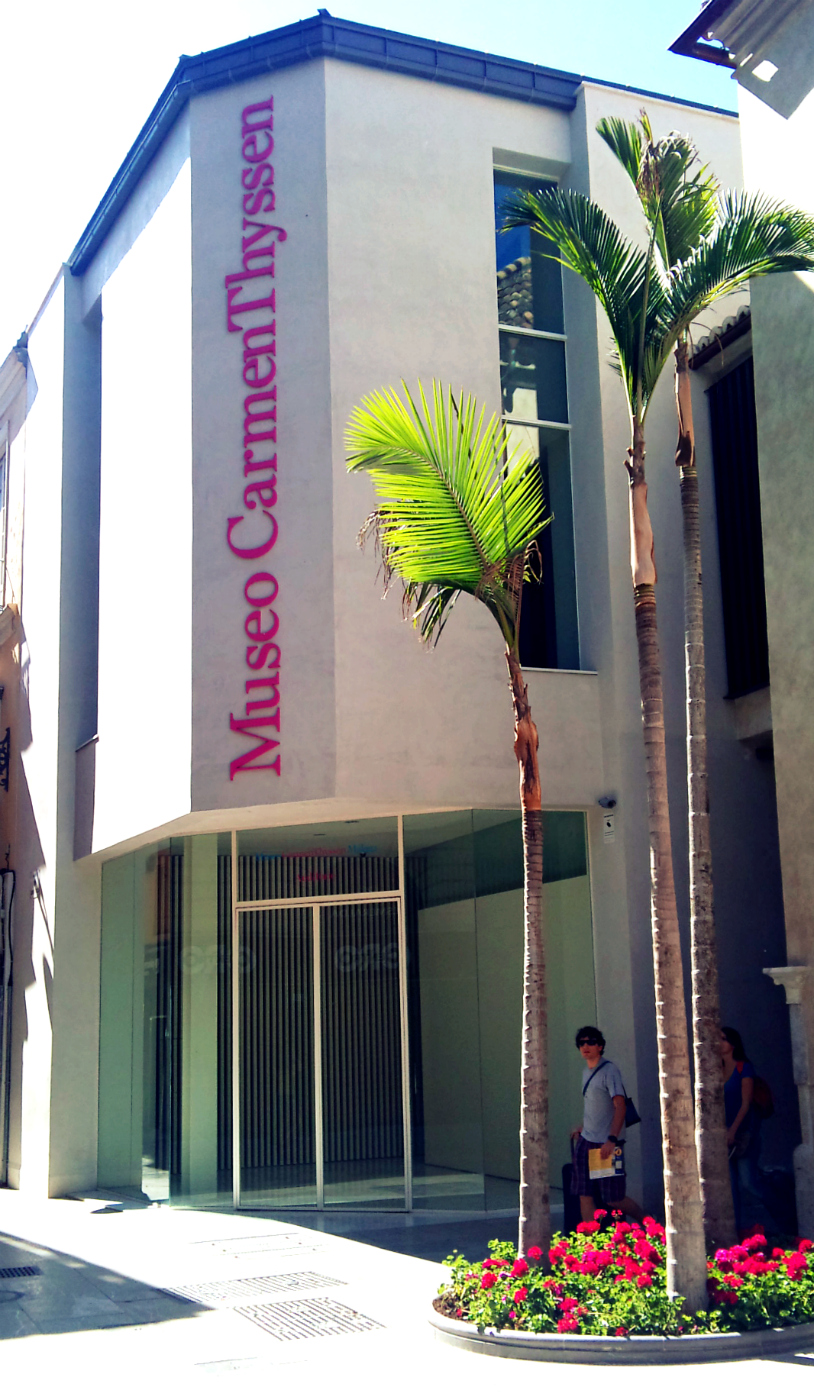
Museo Carmen Thyssen.

Numera finns tre kända konstmuseer som öppnat filial i Málaga: Museo Carmen Thyssen, en filial till Museo Thyssen-Bornemisza i Madrid, en filiial till Centre Pompidou i Paris som öppnat i hamnområdet Muelle Uno, samt Museo Ruso, en filial till det statliga ryska museet i Sankt Petersburg. Det är deras första filial i utlandet och ett tioårigt avtal är undertecknat med det kända ryska konstgalleriet. Det ryska museet ligger i den gamla tobaksfabriken Tabacalera.
Förutom dessa museer finns också Museo Picasso Málaga och CAC Málaga Centro de Arte Contemporáneo, som båda öppnade 2003, samt det nybyggda kulturhuset La Térmica på 13 000 kvadratmeter. Numera är det tillåtet att ställa ut som konstnär på 15 ställe i Málagas gator, tack vore en intitiativ av LAFAMA, Federación de Asociaciones de movimientos artísticos y culturales.  El Museo de Las Bellas Artes i El Palacio de La Aduana har återöppnats efter flera års genomgripande renoveringar och heter numera El Museo de Málaga. Det är en sammanslagning av Museo de Bellas Artes de Málaga y del Museo Arqueológico Provincial de Málaga.

## Klimat
Málaga har ett subtropiskt medelhavsklimat med mycket solsken året runt. Dagstemperaturen under en vanlig dag i januari brukar vara mellan 15 och 20 °C och 27-32 °C under augusti.
Normala temperaturer och nederbörd i Málaga:
|                                            | Jan | Feb | Mar | Apr | Maj | Jun | Jul | Aug | Sep | Okt | Nov | Dec |
| ------------------------------------------ | --- | --- | --- | --- | --- | --- | --- | --- | --- | --- | --- | --- |
| Normaldygnets maximitemperaturs medelvärde | 17  | 18  | 19  | 21  | 24  | 27  | 30  | 30  | 28  | 24  | 20  | 17  |
| Normaldygnets minimitemperaturs medelvärde | 7   | 8   | 9   | 10  | 13  | 17  | 20  | 20  | 18  | 14  | 11  | 8   |
|                                            |     |     |     |     |     |     |     |     |     |     |     |     |
| Nederbörd                                  | 81  | 55  | 49  | 41  | 25  | 12  | 2   | 6   | 16  | 56  | 95  | 88  |

| Diagram | temperaturer i °C • månadsnederbörd i mm | temperaturer i °C • månadsnederbörd i mm | temperaturer i °C • månadsnederbörd i mm | temperaturer i °C • månadsnederbörd i mm | temperaturer i °C • månadsnederbörd i mm | temperaturer i °C • månadsnederbörd i mm | temperaturer i °C • månadsnederbörd i mm | temperaturer i °C • månadsnederbörd i mm | temperaturer i °C • månadsnederbörd i mm | temperaturer i °C • månadsnederbörd i mm | temperaturer i °C • månadsnederbörd i mm | temperaturer i °C • månadsnederbörd i mm |
|         | 81 17 7                                  | 55 18 8                                  | 49 19 9                                  | 41 21 10                                 | 25 24 13                                 | 12 27 17                                 | 2 30 20                                  | 6 30 20                                  | 16 28 18                                 | 56 24 14                                 | 95 20 11                                 | 88 17 8                                  |

Staden har den varmaste genomsnittliga temperaturen under vintern i hela europa, och bland de varmaste temperaturer under sommaren.
| Jan   | Feb   | Mar   | Apr   | Maj   | Jun   | Jul   | Aug   | Sep   | Okt   | Nov   | Dec   |
| ----- | ----- | ----- | ----- | ----- | ----- | ----- | ----- | ----- | ----- | ----- | ----- |
| 16 °C | 15 °C | 15 °C | 16 °C | 18 °C | 20 °C | 21 °C | 23 °C | 23 °C | 22 °C | 20 °C | 17 °C |

## Geografi
Staden ligger praktiskt taget på mitten av Costa del Sol.

### Andra städer inom samma latitud
- Alger, Algeriet
- Jinan, Kina

## Kända personer från Málaga
- Pablo Picasso föddes här innan han i unga år flyttade till Barcelona, och sedan till Frankrike. Det stora Picassomuseet, som öppnades under år 2003, är idag en av Spaniens största turistattraktioner.
- Antonio Banderas är född i Málaga och numera bosatt i USA.
- Musikgruppen Chambao kommer från Málaga.
- Golfspelaren Miguel Ángel Jiménez kommer från Málaga.